# Karl von Götz und Schwanenfließ
Johann Karl Wilhelm von Götz und Schwanenfließ (* 22. Januar 1776 in Magdeburg; † 9. Dezember 1858 in Lübben) war ein preußischer Generalmajor.

## Leben

### Herkunft
Seine Eltern waren der preußische Major und Kommandeur des Depotbataillons im Infanterieregiments „Jung-Woldeck“ Johann Wilhelm von Götz und Schwanenfließ (* 23. September 1726; † 1. Mai 1792), und dessen Ehefrau Katharina Wilhelmine Luise, geborene Stilke (* 8. August 1738; † 6. Januar 1782).

### Militärkarriere
Götz kam am 1. September 1787 als Gefreitenkorporal in das Infanterieregiment „Jung-Bornstedt“ der Preußischen Armee und avancierte bis Mitte Februar 1810 zum Premierleutnant. Während des Vierten Koalitionskrieges kämpfte er in der Schlacht bei Auerstedt und machte den Rückzug nach Magdeburg mit. Nach der Kapitulation der Festung wurde er mit Halbsold inaktiv gestellt.
Nach dem Frieden von Tilsit stieg Götz am 3. Februar 1811 zum Stabskapitän auf. Am 4. März 1813 kam er zum III. Bataillon des 1. Westpreußischen Infanterie-Regiments Nr. 6. Dort wurde er am 30. Juni 1813 Hauptmann und Kompaniechef. Während der Befreiungskriege wurde er in der Schlacht bei Großgörschen verwundet und mit dem Eisernen Kreuz II. Klasse ausgezeichnet. Bei Bautzen wurde er wieder verwundet. In der Schlacht an der Katzbach hatte er das Glück nicht verwundet zu werden, was ihn aber bei Leipzig verließ, denn dort wurde er erneut verwundet. Später kämpfte er bei Ligny und Belle Alliance. Für Belle Alliance erhielt er das Eiserne Kreuz I. Klasse. Götz nahm an den Gefechten bei Bunzlau, Haynau, Braunau, Löwenberg und Hochkirch teil, machte den Übergang bei Wartenburg sowie das Bombardement von La Fère. In der Zeit wurde er am 24. September 1813 zum Major befördert und am 8. Juni 1814 zum Bataillonskommandeur ernannt.
Nach dem Krieg wurde er am 30. März 1817 zum Oberstleutnant befördert und am 9. Mai 1817 als Kommandeur in das 12. Infanterie-Regiment (2. Brandenburgisches) versetzt. In dieser Stellung erfolgte am 30. März 1824 seine Beförderung zum Oberst und Götz wurde am 22. September 1827 mit dem Roten Adlerorden III. Klasse ausgezeichnet. Mit der gesetzlichen Pension wurde ihm am 26. März 1832 sein Abschied gewährt. Am 15. Mai 1832 erhielt Götz noch den Charakter als Generalmajor. Er starb am 9. Dezember 1858 in Lübben.

### Familie
Er heiratete am 15. April 1826 in Groß Jehser bei Calau Karoline Friederike Freiin von Patow (* 1. August 1797; † 19. Oktober 1877), eine Schwester des Politikers Robert von Patow. Das Paar hatte mehrere Kinder:
- Marie Karoline Friederike (* 9. Februar 1827; † 5. Mai 1916)

⚭ 1849 Gustav Heinrich von Houwald (* 23. Oktober 1819; † 18. Januar 1856), Rittmeister
⚭ 1861 Otto Ferdinand von Houwald (* 6. Januar 1818; † 31. August 1894), Geheimer Regierungsrat
- Johanna Ida Agnes (* 28. März 1828)
- Bernhard Wilhelm Hugo (* 13. September 1829)